# 19/8 Records
19/8 Records (of Nineteen-Eight Records) is een Amerikaans platenlabel, dat jazz uitbrengt. Het label is gevestigd in Chicago. 

## Musici
Musici wier muziek op 19/8 is uitgebracht zijn:
- Taylor Haskins
- Kermit Driscoll
- Chris Tarry
- Greg Ward
- Ben Kono
- Rudder
- Anthony Molinaro
- Wolff Parkinson White
- Will Vinson
- Orlando le Fleming
- Pete McCann
- Henry Hey
- Adam Klipple